# Sea of Stars
Sea of Stars est un jeu vidéo de rôle développé et auto-édité par le studio indépendant Sabotage Studio. Il sort le 29 août 2023 sur Microsoft Windows, Nintendo Switch, PlayStation 4, PlayStation 5, Xbox One et Xbox Series.
Préquelle du jeu d'action The Messenger (2018), Sea of Stars propose d'explorer le même univers avec des personnages et des mécaniques de jeu différents. Les protagonistes sont des guerriers contrôlant les pouvoirs du soleil et de la lune afin de venir à bout d'un alchimiste maléfique.
Il reçoit globalement un très bon accueil critique, la presse louant sa direction artistique et ses influences.

## Trame
Le joueur interprète Valere et Zale, des « Guerriers du Solstice ». À la manière des JRPGs des années 1990, les protagonistes sont les seuls à pouvoir venir à bout d'une menace maléfique, et rendent service aux villageois croisés sur leur chemin.
L'intrigue se déroule sur une vingtaine d'heures de jeu.

## Développement

Démonstration du jeu lors de la Game Developers Conference en mars 2023.

### Production
Le développement du jeu est officialisé en 2020, et sa production facilitée par le succès d'une campagne de financement participatif lancée sur le site Kickstarter. En effet, le studio se fixe initialement un objectif de 133 000 dollars canadiens mais la contribution de plus de 25 000 participants permet de dépasser une somme de 1 600 000 dollars canadiens.
La bande originale est partiellement composée par Yasunori Mitsuda, connu pour avoir composé notamment les bandes-son de Chrono Trigger et Xenogears.

### Commercialisation
Le jeu sort le 29 août 2023 sur les plates-formes Microsoft Windows, Nintendo Switch, PlayStation 4, PlayStation 5, Xbox One et Xbox Series, au tarif de 35 dollars américains.

### Contenu additionnel
Le patch Dawn of Equinox sort le 12 novembre 2024, ajoutant un mode coopératif à trois joueurs, une nouvelle relique dédiée aux speedrunners, une localisation québécoise, une cinématique inédite et trois nouveaux modes de difficulté. Le prologue est également remanié, permettant d'incarner les versions jeunes des protagonistes.
L'extension gratuite Throes of the Watchmaker sortira le 20 mai 2025, amenant une nouvelle aventure dans le monde miniature de l'Horloge. De nouvelles classes feront leur apparition, telles que jongleur et acrobate. De plus, l'extension inclura un mode coopératif à trois joueurs et de nouvelles musiques composées par Eric W. Brown et par Yasunori Mitsuda.

## Accueil

### Réception critique
La presse spécialisée encense le jeu, en le comparant notamment à des RPG classiques tels que Chrono Trigger, Illusion of Gaïa, et Super Mario RPG,.

### Ventes
Sea of Stars est notamment proposé le jour de sa sortie aux abonnés des services Xbox Game Pass et PlayStation Plus. Malgré sa présence gratuite d'accès sur ces deux plates-formes, il s'écoule à 100 000 unités dès son premier jour de commercialisation.

### Popularité
Selon un décompte avancé par le studio en décembre 2023, le jeu a attiré plus de 4 millions de joueurs,. En mars 2024, ils sont 5 millions à avoir essayé l’œuvre et même 6 millions en novembre 2024.

### Distinctions
Dans un classement dressé en décembre 2023, la rédaction de Game Informer positionne le jeu au 9e rang des dix meilleurs jeux sortis sur Nintendo Switch.
Sea of Stars est nommé dans les catégories du « meilleur jeu indépendant » et du « meilleur jeu de rôle » des Game Awards 2023. À l'issue de la cérémonie, il reçoit le lauréat en tant que  « meilleur jeu indépendant ». De même, il remporte le Golden Joystick du meilleur jeu indépendant, en plus d'avoir été candidat au prix du jeu de l'année.
| Année | Prix                   | Catégorie                | Résultat   |
| ----- | ---------------------- | ------------------------ | ---------- |
| 2023  | Golden Joystick Awards | Jeu de l'année           | Nomination |
| 2023  | Golden Joystick Awards | Meilleur jeu indépendant | Lauréat    |
| 2023  | Game Awards            | Meilleur jeu indépendant | Lauréat    |
| 2023  | Game Awards            | Meilleur RPG             | Nomination |